# Costa d'Avorio ai Giochi della XXXII Olimpiade
La Costa d'Avorio ha partecipato ai Giochi della XXXII Olimpiade, che si sono svolti a Tokyo, Giappone, dal 23 luglio all'8 agosto 2021 (inizialmente previsti dal 24 luglio al 9 agosto 2020 ma posticipati per la pandemia di COVID-19) con trentadue atleti, ventisei uomini e sei donne.
Si è trattata della quindicesima partecipazione di questo paese ai Giochi estivi.

## Medaglie
| Riepilogo quotidiano | Riepilogo quotidiano | Riepilogo quotidiano | Riepilogo quotidiano | Riepilogo quotidiano | Riepilogo quotidiano | Riepilogo quotidiano |
| -------------------- | -------------------- | -------------------- | -------------------- | -------------------- | -------------------- | -------------------- |
| Giorno               | Data                 |                      |                      |                      | Totale               |                      |
| 3º                   | 26                   | 0                    | 0                    | 1                    | 1                    |                      |
| Totale               | Totale               | 0                    | 0                    | 1                    | 1                    |                      |

### Medagliere per disciplina
| Sport     | Oro | Argento | Bronzo | Totale |
| --------- | --- | ------- | ------ | ------ |
| Taekwondo | 0   | 0       | 1      | 1      |
| Totale    | 0   | 0       | 1      | 1      |

### Medaglie di bronzo
| Medaglia | Nome        | Sport     | Evento          |
| -------- | ----------- | --------- | --------------- |
| Bronzo   | Ruth Gbagbi | Taekwondo | 67 kg femminile |

## Delegazione
| Sport            | Uomini | Donne | Totale |
| ---------------- | ------ | ----- | ------ |
| Atletica leggera | 1      | 2     | 3      |
| Calcio           | 22     | -     | 22     |
| Canottaggio      | 1      | -     | 1      |
| Judo             | -      | 1     | 1      |
| Nuoto            | -      | 1     | 1      |
| Taekwondo        | 2      | 2     | 4      |
| Totale           | 26     | 6     | 32     |

## Risultati

### Atletica leggera
| Q | Qualificato al turno successivo per la posizione in qualificazione                                                           |
| q | Qualificato per il turno successivo per ripescaggio o, negli eventi su campo, conquistando la misura minima per qualificarsi |

Maschile
Eventi su pista e strada
| Atleta       | Evento      | Batteria  | Batteria  | Semifinale | Semifinale | Finale          | Finale          |
| Atleta       | Evento      | Risultato | Posizione | Risultato  | Posizione  | Risultato       | Posizione       |
| ------------ | ----------- | --------- | --------- | ---------- | ---------- | --------------- | --------------- |
| Arthur Cissé | 100 m piani | 10"15     | 2 Q       | 10"18      | 7°         | non qualificato | non qualificato |

Femminile
Eventi su pista e strada
| Atleta             | Evento      | Batteria  | Batteria  | Semifinale | Semifinale | Finale          | Finale          |
| Atleta             | Evento      | Risultato | Posizione | Risultato  | Posizione  | Risultato       | Posizione       |
| ------------------ | ----------- | --------- | --------- | ---------- | ---------- | --------------- | --------------- |
| Murielle Ahouré    | 100 m piani | 11"16     | 3 Q       | 11"28      | 7°         | non qualificato | non qualificato |
| Marie-Josée Ta Lou | 100 m piani | 10"78     | 1 Q       | 10"79      | 1 Q        | 10"91           | 4°              |
| Marie-Josée Ta Lou | 200 m piani | 22"30     | 1 Q       | 22"11      | 1 Q        | 22"27           | 5°              |

### Calcio
| Squadra            | Torneo   | Girone               | Girone               | Girone               | Girone | Quarti               | Semifinali           | Finale               | Pos.            |
| Squadra            | Torneo   | Avversario Risultato | Avversario Risultato | Avversario Risultato | Pos.   | Avversario Risultato | Avversario Risultato | Avversario Risultato | Pos.            |
| ------------------ | -------- | -------------------- | -------------------- | -------------------- | ------ | -------------------- | -------------------- | -------------------- | --------------- |
| Nazionale maschile | Maschile | Arabia Saudita V 2-1 | Brasile N 0-0        | Germania N 1-1       | 2      | Spagna P 2-5         | non qualificato      | non qualificato      | non qualificato |

 Costa d'Avorio
Allenatore:  Soualiho Haïdara
| N. | Pos. | Giocatore           | Data nascita (età)         | Pres. | Reti | Squadra                 |
| -- | ---- | ------------------- | -------------------------- | ----- | ---- | ----------------------- |
| 1  | P    | Maxime Nagoli       | 20 dicembre 2000 (20 anni) |       |      | Sol                     |
| 2  | D    | Silas Gnaka         | 18 dicembre 1998 (22 anni) |       |      | Eupen                   |
| 3  | D    | Eric Bailly (+)     | 12 aprile 1994 (27 anni)   |       |      | Manchester Utd          |
| 4  | D    | Kouadio-Yves Dabila | 1º gennaio 1997 (24 anni)  |       |      | R.E. Mouscron           |
| 5  | D    | Ismaël Diallo       | 29 gennaio 1997 (24 anni)  |       |      | Ajaccio                 |
| 6  | D    | Wilfried Singo      | 25 dicembre 2000 (20 anni) |       |      | Torino                  |
| 7  | C    | Idrissa Doumbia     | 14 aprile 1998 (23 anni)   |       |      | Huesca                  |
| 8  | C    | Franck Kessié (+)   | 19 dicembre 1996 (24 anni) |       |      | Milan                   |
| 9  | A    | Youssouf Dao        | 25 marzo 1998 (23 anni)    |       |      | Sparta Praga B          |
| 10 | A    | Amad Diallo         | 11 luglio 2002 (19 anni)   |       |      | Manchester Utd          |
| 11 | A    | Christian Kouamé    | 6 dicembre 1997 (23 anni)  |       |      | Fiorentina              |
| 12 | C    | Kouassi Eboue       | 13 dicembre 1997 (23 anni) |       |      | Genk                    |
| 13 | A    | Kader Keïta         | 6 novembre 2000 (20 anni)  |       |      | Westerlo                |
| 14 | C    | Parfait Guiagon     | 22 febbraio 2001 (20 anni) |       |      | Beitar Tel Aviv Bat Yam |
| 15 | A    | Max Gradel (+)      | 30 novembre 1987 (33 anni) |       |      | Sivasspor               |
| 16 | P    | Ira Eliezer Tapé    | 31 agosto 1997 (23 anni)   |       |      | FC San Pédro            |
| 17 | D    | Zié Ouattara        | 9 aprile 2000 (21 anni)    |       |      | Vitória Guimarães       |
| 18 | C    | Cheick Timité       | 20 novembre 1997 (23 anni) |       |      | Amiens                  |
| 19 | D    | Koffi Kouao         | 20 maggio 1998 (23 anni)   |       |      | Vizela                  |
| 20 | A    | Aboubacar Doumbia   | 12 novembre 1999 (21 anni) |       |      | Maccabi Netanya         |
| 22 | P    | Nicolas Tié         | 23 febbraio 2001 (20 anni) |       |      | Vitória Guimarães       |

### Canottaggio
| FA   | Qualificato in finale A (per le medaglie)     |
| FB   | Qualificato in finale B (non per le medaglie) |
| FC   | Qualificato in finale C (non per le medaglie) |
| FD   | Qualificato in finale D (non per le medaglie) |
| FE   | Qualificato in finale E (non per le medaglie) |
| FF   | Qualificato in finale F (non per le medaglie) |
| SA/B | Semifinali A/B                                |
| SC/D | Semifinali C/D                                |
| SE/F | Semifinali E/F                                |
| QF   | Qualificato ai quarti di finale               |
| R    | Ripescaggio                                   |

| Atleta      | Evento           | Batteria | Batteria  | Ripescaggio | Ripescaggio | Semifinali | Semifinali | Finale  | Finale    |
| Atleta      | Evento           | Tempo    | Posizione | Tempo       | Posizione   | Tempo      | Posizione  | Tempo   | Posizione |
| ----------- | ---------------- | -------- | --------- | ----------- | ----------- | ---------- | ---------- | ------- | --------- |
| Frank N'dri | Singolo maschile | 7'49"19  | 5º R      | 8'03"25     | 5º SE/F     | 7'55"12    | 2º FE      | 7:42"55 | 28º       |

### Judo
| Atleta                   | Evento          | Preliminari                  | 16-esimi             | Ottavi               | Quarti               | Semifinali           | Ripescaggio          | Med. bronzo          | Finale               | Posizione       |
| Atleta                   | Evento          | Avversario Risultato         | Avversario Risultato | Avversario Risultato | Avversario Risultato | Avversario Risultato | Avversario Risultato | Avversario Risultato | Avversario Risultato | Posizione       |
| ------------------------ | --------------- | ---------------------------- | -------------------- | -------------------- | -------------------- | -------------------- | -------------------- | -------------------- | -------------------- | --------------- |
| Zouleiha Abzetta Dabonne | 57 kg femminile | T. Monteiro (POR) P (0s1-10) | Non qualificata      | Non qualificata      | Non qualificata      | Non qualificata      | Non qualificata      | Non qualificata      | Non qualificata      | Non qualificata |

### Nuoto
| Atleta         | Gara                         | Batterie | Batterie | Semifinali      | Semifinali      | Finale          | Finale          |
| Atleta         | Gara                         | Tempo    | Pos.     | Tempo           | Pos.            | Tempo           | Pos.            |
| -------------- | ---------------------------- | -------- | -------- | --------------- | --------------- | --------------- | --------------- |
| Talita Te Flan | 400 m stile libero femminili | 4'38"92  | 25ª      | Non qualificata | Non qualificata | Non qualificata | Non qualificata |

### Taekwondo
Maschile
| Atleta              | Evento | Ottavi                        | Quarti                       | Semifinale           | Ripescaggio Turno 1   | Ripescaggio Turno 2  | Finale               | Classifica      |
| Atleta              | Evento | Avversario Risultato          | Avversario Risultato         | Avversario Risultato | Avversario Risultato  | Avversario Risultato | Avversario Risultato | Classifica      |
| ------------------- | ------ | ----------------------------- | ---------------------------- | -------------------- | --------------------- | -------------------- | -------------------- | --------------- |
| Cheick Sallah Cissé | -80 kg | A. Mahboubi (MAR) P (11-21)   | Non qualificato              | Non qualificato      | Non qualificato       | Non qualificato      | Non qualificato      | Non qualificato |
| Seydou Gbané        | +80 kg | A. R. Issoufou (NIG) P (15-9) | D. Georgievski (MKD) P (4-9) | Non qualificato      | R. Alba (MKD) P (2-8) | Non qualificato      | Non qualificato      | Non qualificato |

Femminile
| Atleta         | Evento | Ottavi                    | Quarti                   | Semifinale                  | Ripescaggio Turno 1         | Ripescaggio Turno 2        | Finale               | Classifica |
| Atleta         | Evento | Avversario Risultato      | Avversario Risultato     | Avversario Risultato        | Avversario Risultato        | Avversario Risultato       | Avversario Risultato | Classifica |
| -------------- | ------ | ------------------------- | ------------------------ | --------------------------- | --------------------------- | -------------------------- | -------------------- | ---------- |
| Ruth Gbagbi    | -67 kg | N. Katoka (COD) V (DSQ)   | Z. Mengyu (CHN) V (21-9) | L. Williams (GBR) P (18-24) | N.D.                        | M. Titoneli (BRA) V (12-8) | N.D.                 | Bronzo     |
| Aminata Traoré | +67 kg | L. Da-bin (KOR) P (13-17) | Non qualificata          | Non qualificata             | K. Rodríguez (DOM) V (11-9) | A. Laurin (FRA) P (8-17)   | Non qualificata      | 5ª         |